# Katharinasittich

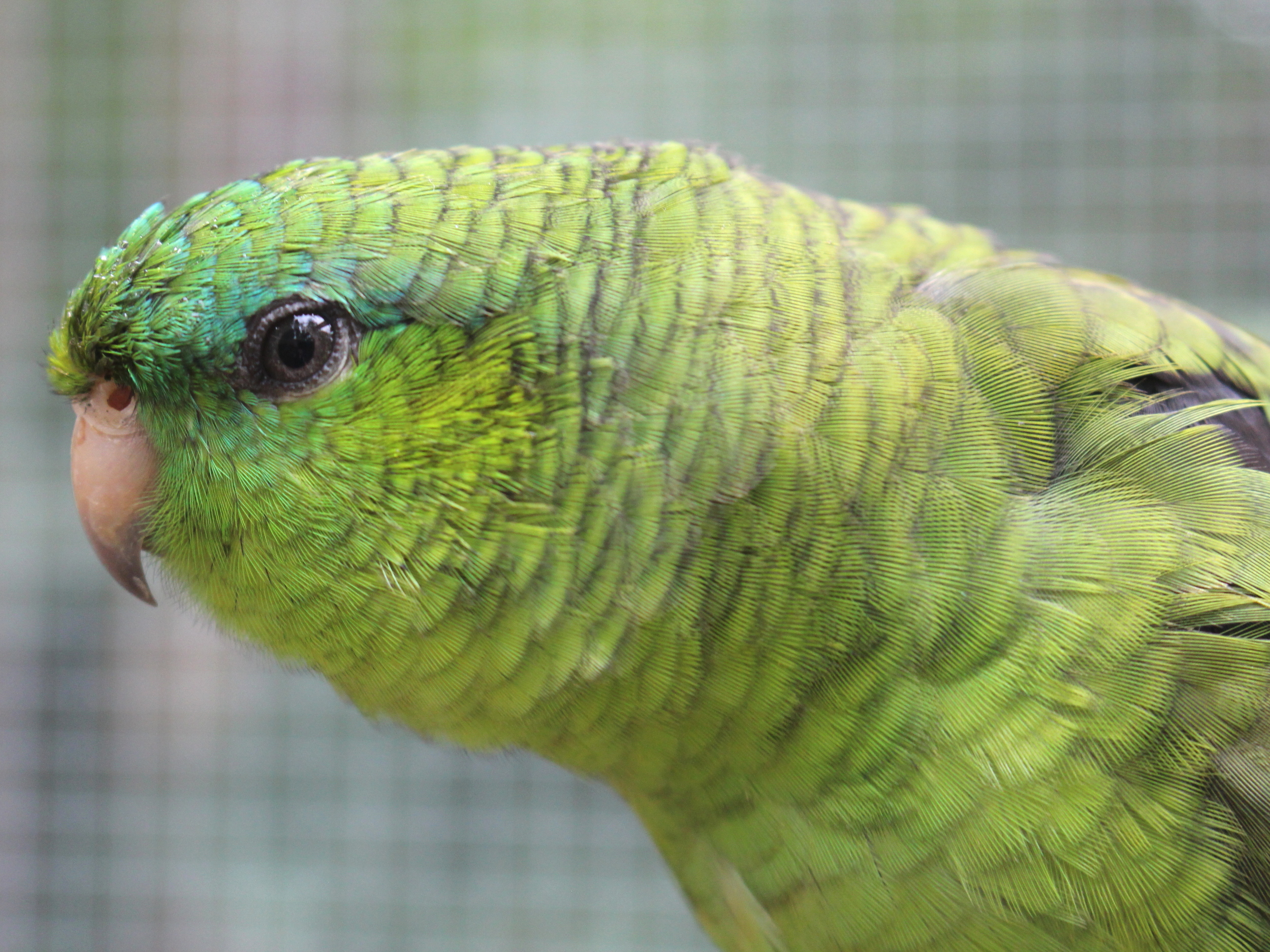
Katharinasittich, Kopf in Seitenansicht

Der Katharinasittich (Bolborhynchus lineola) ist eine Art der Neuweltpapageien. Er kommt in Mittel- und Südamerika vor.
Der in seinem Verhalten papageienähnliche Katharinasittich verdankt seinen Namen einem Übersetzungsmissverständnis: Eine Dame namens Katharina ist nicht der Namensgeber. 'Catarina' lautet vielmehr die kreolische Bezeichnung für Sittiche im Allgemeinen. Noch heute wird der grüne Südamerikaner in Mexiko Catarina listada oder Catarina rayada (d. h. „gezeichneter/gestreifter Sittich“) genannt.

## Erscheinungsbild
Der Katharinasittich ist etwa 16 bis 17 Zentimeter lang, wobei nur knapp sechs Zentimeter auf den Schwanz entfallen. Das Gewicht eines ausgewachsenen Vogels liegt bei etwa 50 bis 60 Gramm. Die Wildfarbe des Katharinasittichs ist grün. Dies dient in der ursprünglichen Umgebung der Tiere vor allem der Tarnung. In grünem Blätterwerk ist das Gefieder kaum von seiner Umgebung zu unterscheiden. Die Stirn ist gelbgrün. Der Scheitel ist blau überhaucht. Bei den meisten wildfarbenen Katharinasittichen weisen die Federn des Hinterkopfes und des Nackens schmale schwarze Säume auf. Auch die Federn der Flanken und Brustseiten sind grünschwarz gesäumt. Der Flügelbug ist schwarz. Die Handdecken, Handschwingen und Armschwingen sind grün. Die Unterflügeldecken sind bläulich-grün. Der Schnabel ist hornfarben. Der Augenring ist schmal und unbefiedert sowie von grauer Farbe. Die Iris ist dunkelbraun. Wie für Dickschnabelsittiche charakteristisch ist die Wachshaut unbefiedert. Die Füße sind hell fleischfarben.
Der Katharinasittich gehört zur Gattung der Dickschnabelsittiche. Wie der Name schon vermuten lässt, ist der Schnabel das auffälligste Erkennungsmerkmal dieser kleinen Sittiche. Der Schwanz ist sittichuntypisch kurz und spitz. Männchen und Weibchen sind nur schwer voneinander zu unterscheiden.

## Verbreitungsgebiet und Wildleben
Die Nominatform (B. l. lineola) ist von Südmexiko bis Westpanama zu finden. Die Unterart Peru-Katharinasittich (B. l. tigrinus) dagegen trifft man südlicher in West-Kolumbien, in den Anden-Regionen Nord-West-Venezuelas, Nord-West-Ecuador und Zentral-Peru an. Es sind aber auch Exemplare in Bolivien gesichtet worden.

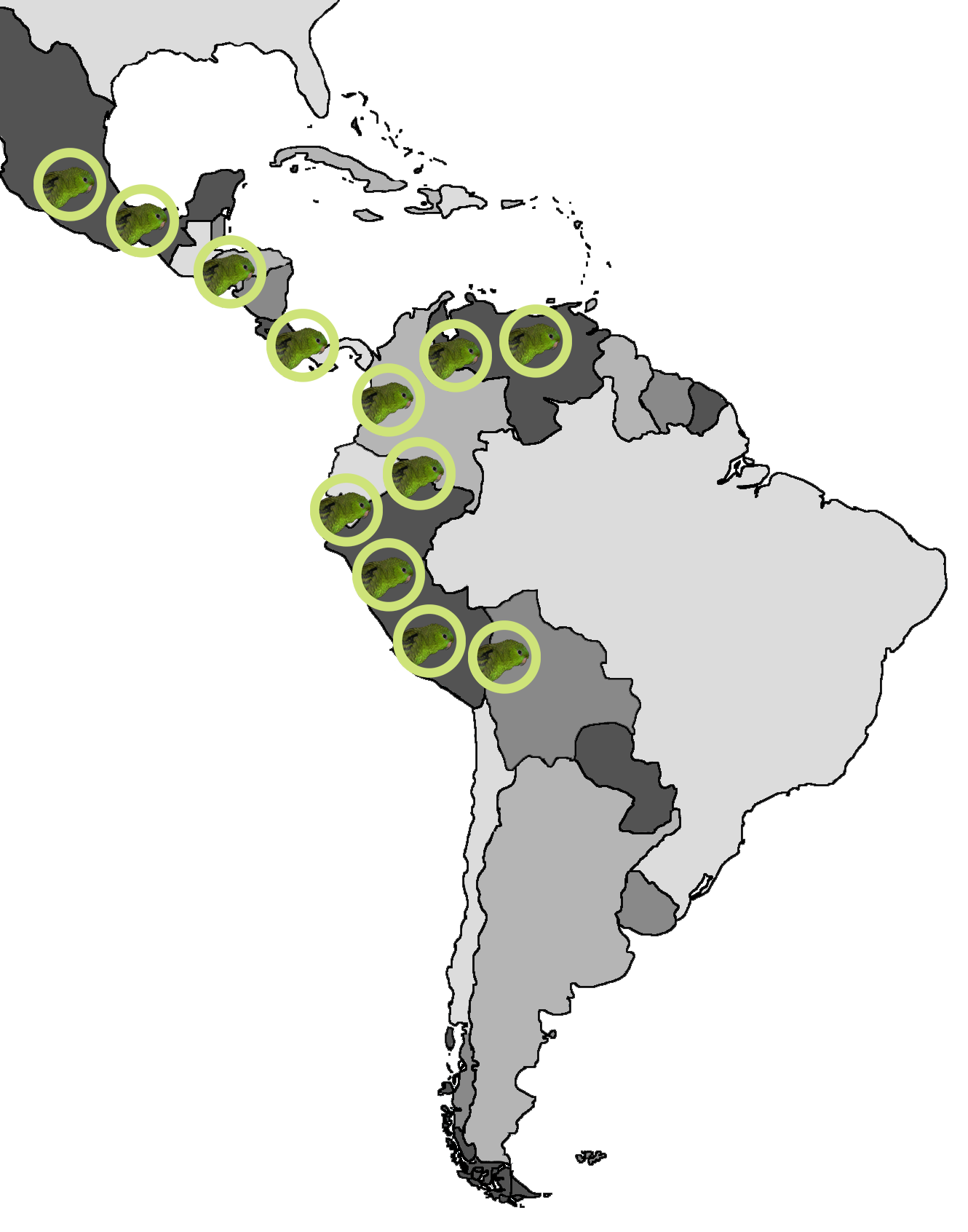
Verbreitungsgebiet des Katharinasittichs

Dabei suchen die Tiere in den Sommermonaten die Gebirgswälder bis zu Höhen von 2500 m auf. Bevorzugt halten sie sich oberhalb von 1500 m auf. Im Winter dagegen ziehen sie sich in niedriger gelegene Gebiete zurück.
Die nomadisch lebenden Katharinasittiche treten meist in kleinen Schwärmen von unter 20 Vögeln oder paarweise auf. Lediglich außerhalb der Brutzeit sind Gruppen von über 100 Tieren zu beobachten. So werden Schlafbäume von Hunderten der kleinen Sittiche aufgesucht. Sie überfliegen freie Flächen hoch und schnell unter lautem, schrillem Rufen. Katharinasittiche sind, wie die meisten Papageien, Höhlenbrüter, die ihre Jungen in abgestorbenen Bäumen großziehen.

## Der Katharinasittich in menschlicher Obhut
Der Katharinasittich wurde erstmals 1886 nach Europa importiert. Inzwischen gibt es keine Wildimporte mehr, der Katharinasittich wird jedoch regelmäßig in Deutschland und Europa nachgezüchtet. Über Jahrzehnte war er die einzige Art der Dickschnabelsittiche, die in menschlicher Obhut gepflegt wurde. Zur Beliebtheit des Katharinasittichs in der Ziervogelhaltung trägt seine ruhige Art und leise Stimme bei. Die Erstzucht (Deutschland) gelang 1902 einer Frankfurter Privathalterin.

### Farbmutationen
Mit der Haltung als Stuben- und Volierenvogel wurde der Katharinasittich auch für Züchter immer interessanter. Inzwischen gibt es eine Reihe von Farbmutationen wie türkisfarbene, gelbe oder cremefarbene Katharinasittiche. Sogenannte Dunkelfaktoren und Grauflügelfaktoren erweitern die Farbpalette.

### Unterbringung in Käfig oder Voliere
Ein großes Problem bei der Käfighaltung des Katharinasittichs ist seine geringe Größe und seine anfangs zurückhaltende Art. Sein Bedürfnis nach reichlich Bewegung wird dadurch leicht unterschätzt. Wie alle Papageien kann der Katharinasittich hervorragend klettern. Er braucht viel Bewegungsraum in einer ausreichend großen Unterkunft und reichlich Beschäftigung.
Ein Käfig sollte mindestens einen Meter lang sein. Für die dauerhafte Unterbringung eines Paares Katharinasittiche ist eine Voliere mit zwei Metern Länge absolutes Minimum. Wird täglich Freiflug gewährt, können auf zwei Quadratmetern auch zwei bis drei Paare gehalten werden. Bei einer Schwarmhaltung sollte pro Paar mindestens ein Quadratmeter Bodenfläche zur Verfügung stehen.
Auch eine Haltung in Außenvolieren ist möglich. Wichtig ist ein Schutzhaus, welches im Winter auf mindestens 5 °C gehalten werden sollte.

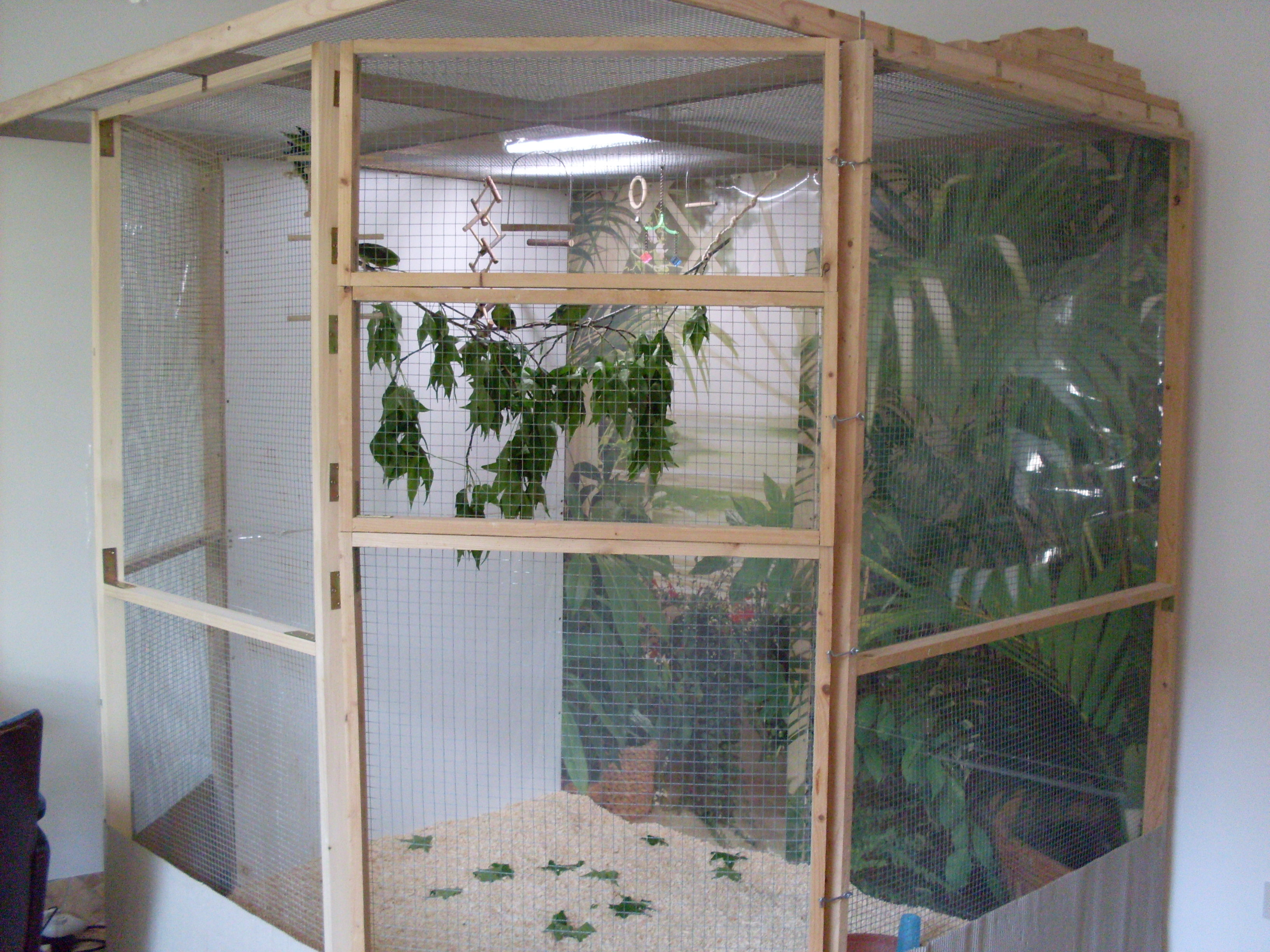
Innenvoliere
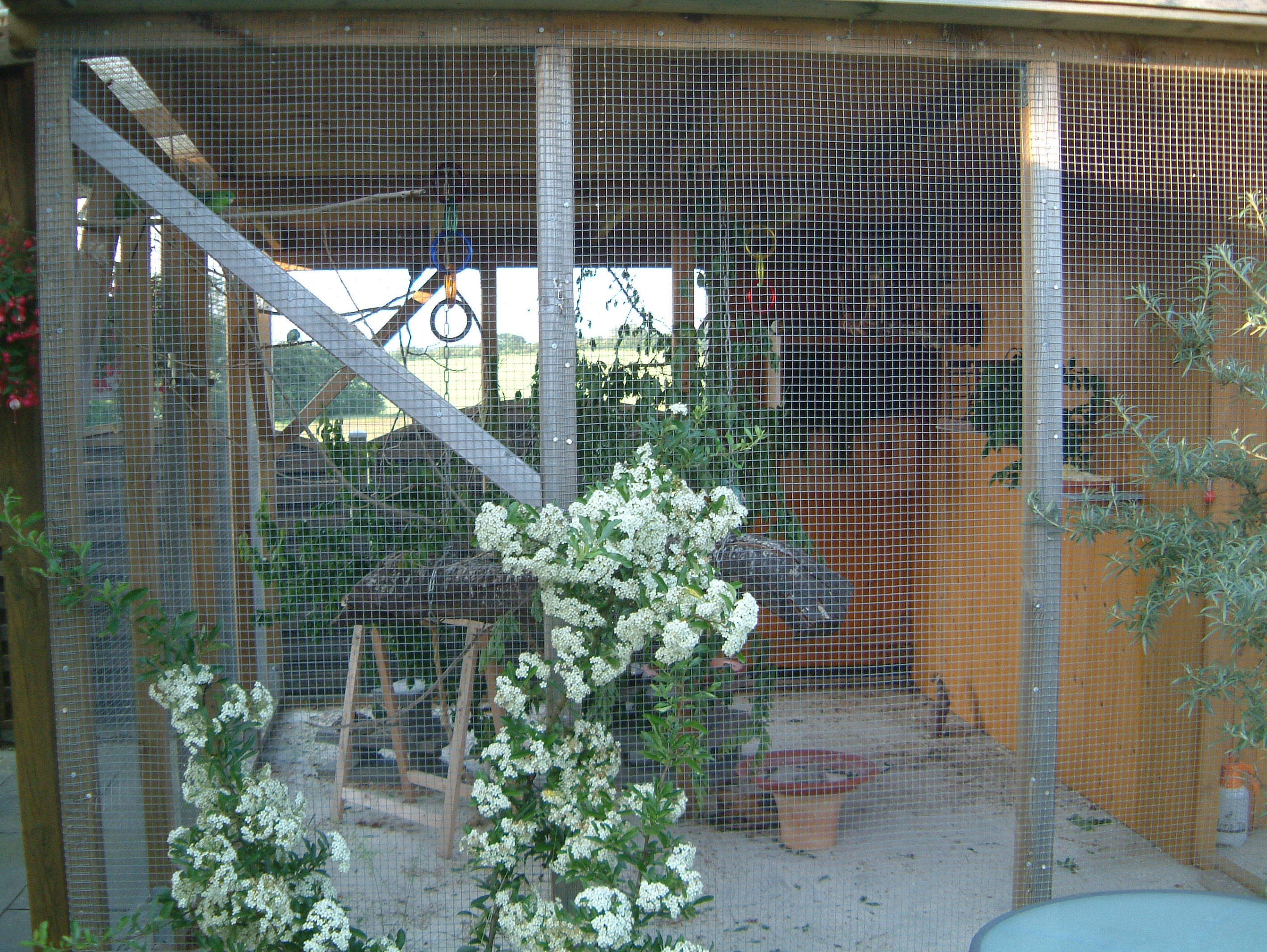
Außenvoliere
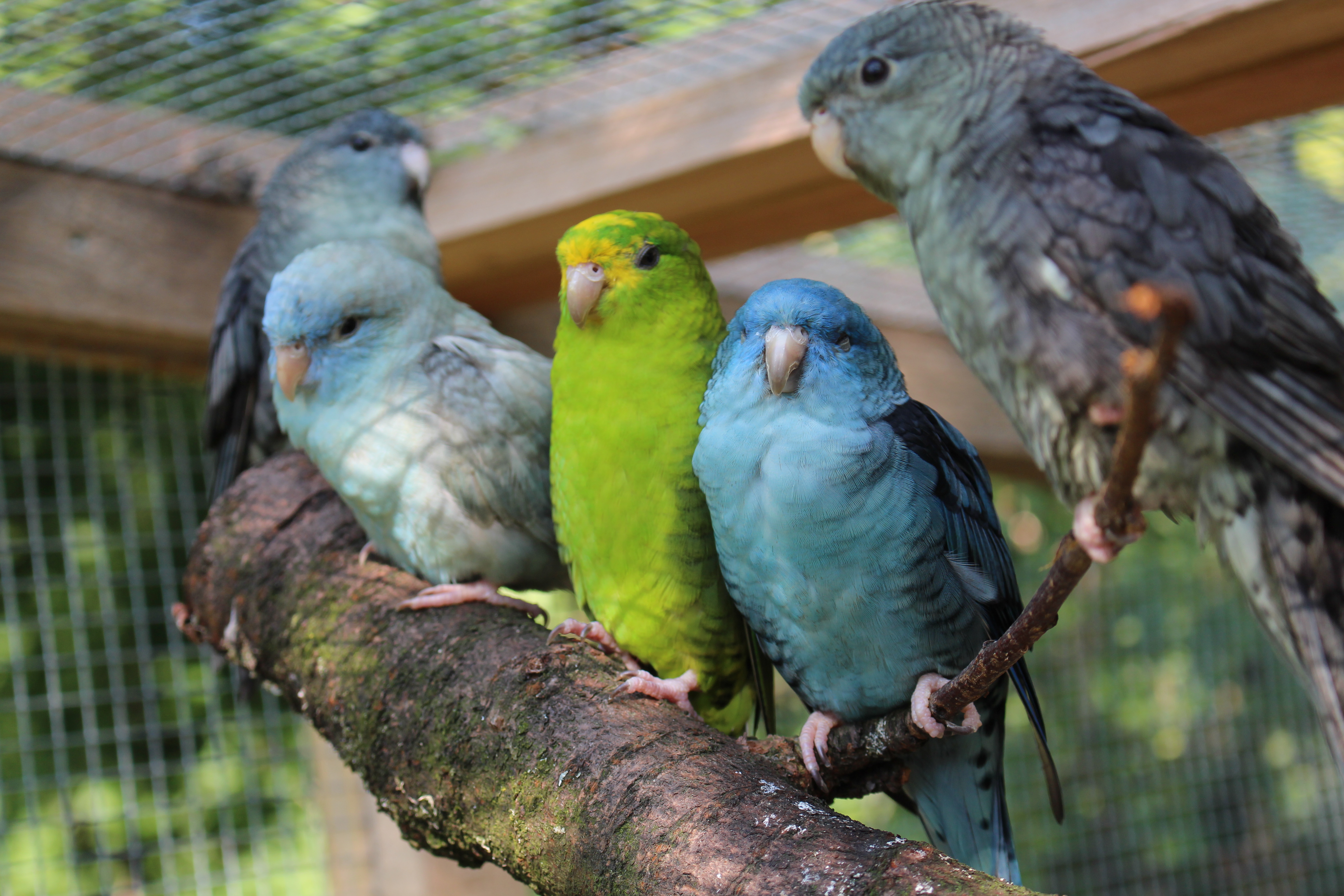
Katharinasittiche verschiedener Farbmutationen in einer Außenvoliere

### Verhalten

#### Sozial- und Schwarmverhalten
Die beiden Partner eines Paares verbringen die meiste Zeit des Tages zusammen. Der direkte Körperkontakt ist sehr wichtig. Beim Kuscheln oder Dösen sitzen beide Katharinasittiche nah zusammen, meist Schwanz an Schwanz. In den Ruhepausen kraulen sich die Partner ausgiebig und sehr intensiv. Möchte der eine Katharinasittich gerne gekrault werden, so streckt er seinem Gegenüber den Hinterkopf hin und/oder stupst ihn sanft an. Meist kann dann der andere Vogel nicht widerstehen und beginnt mit der sozialen Gefiederpflege.
Ist ein Paar, aus welchen Gründen auch immer, für einen Moment getrennt, so hält es über laute Rufe zumindest akustischen Kontakt.
Katharinasittiche sind wie viele Papageien Schwarmvögel und können in einer Voliere oder einem Zimmer gruppenweise gehalten werden.
Gleichzeitige Nahrungsaufnahmen gehören ebenso dazu wie gemeinsame Ruhepausen mit Putzen, Kuscheln und Kraulen. Dennoch gestaltet sich das Leben in einem Katharinasittichschwarm bunter und aufregender als bei reiner Paarhaltung. Die Paare und auch unverpaarte Tiere kommunizieren untereinander in vielfältiger Weise, es wird gezankt, in großen Gruppen gekuschelt oder einfach nur geplappert.

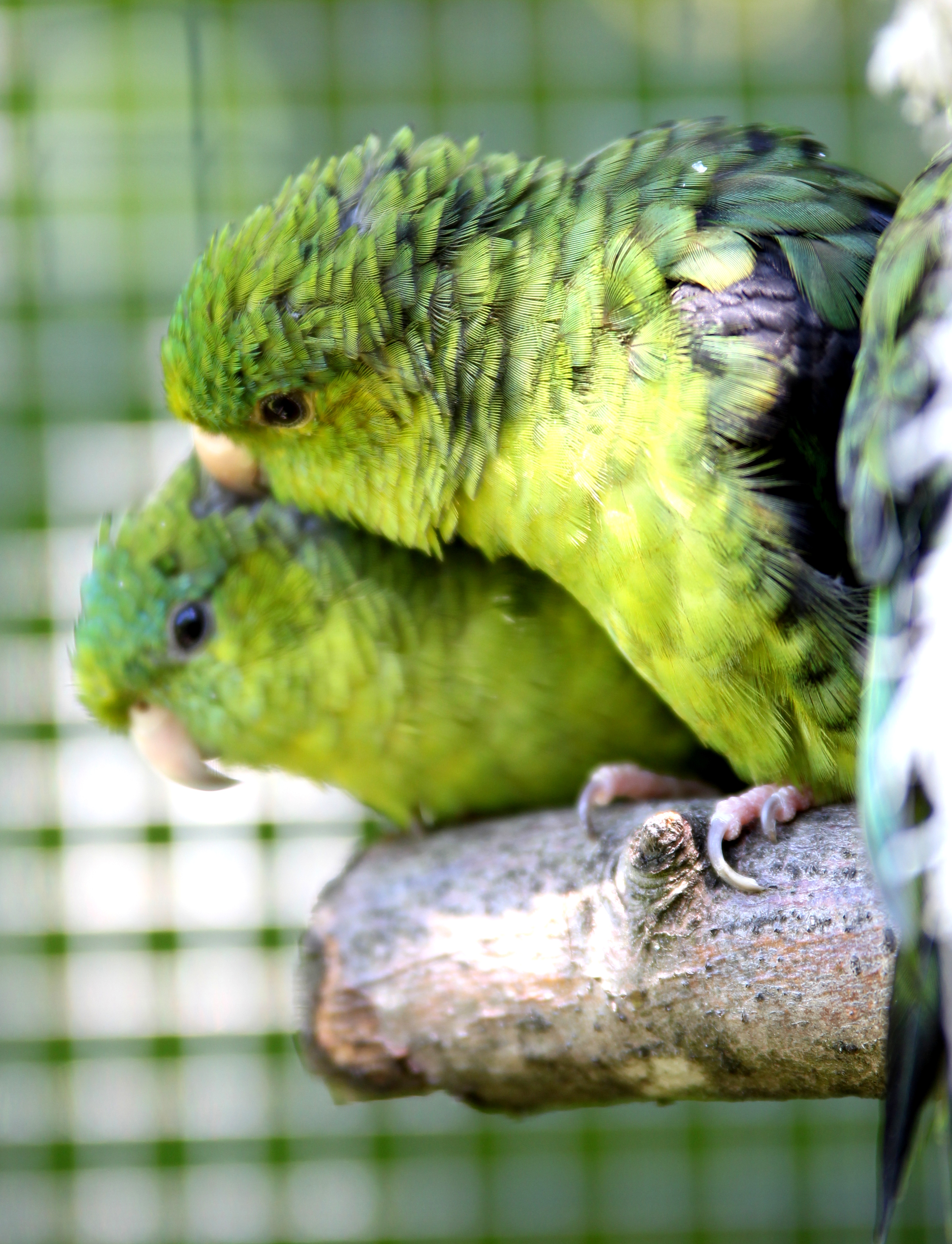
Kraulendes Katharinasittichpaar
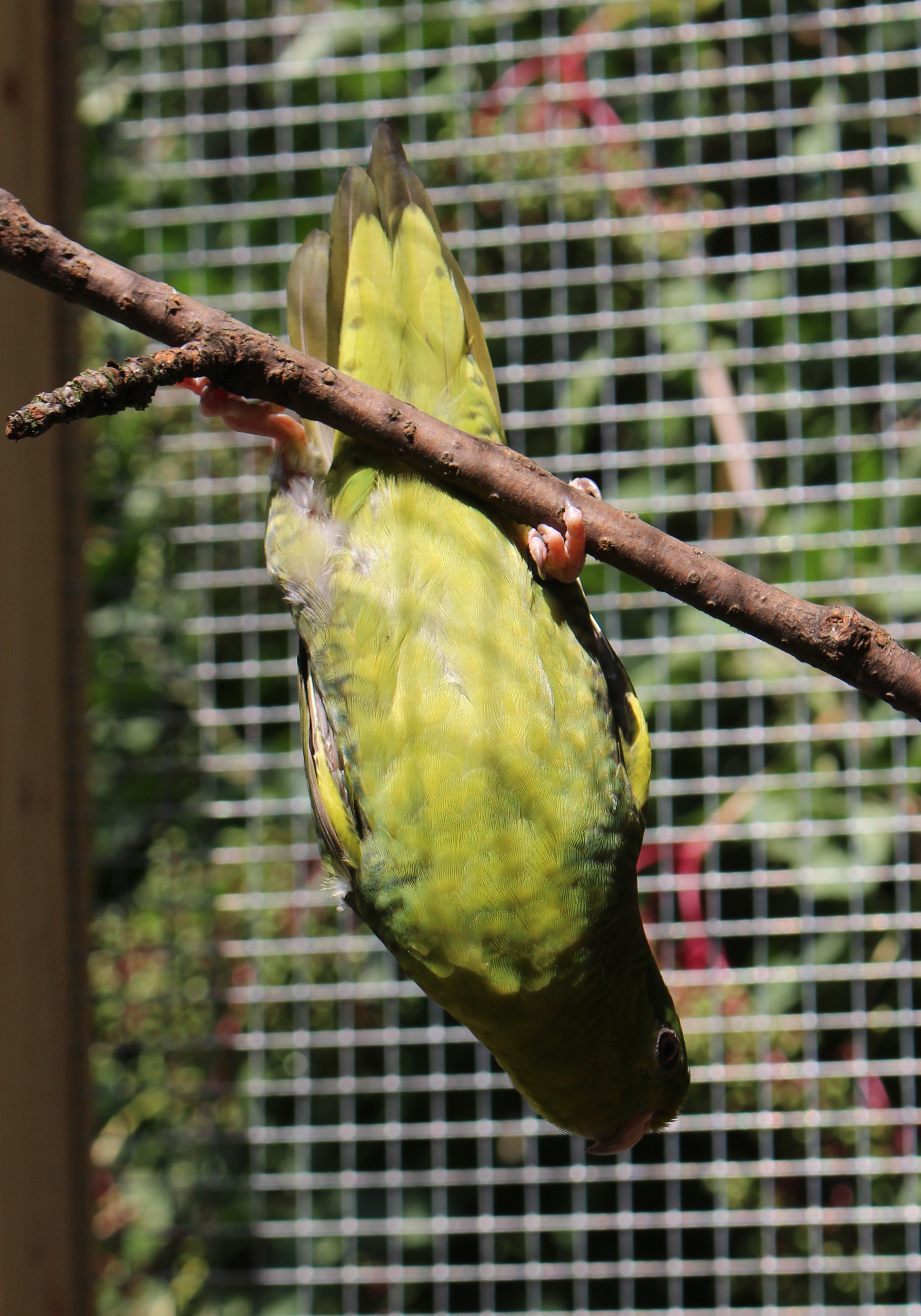
Hab-Acht-Stellung
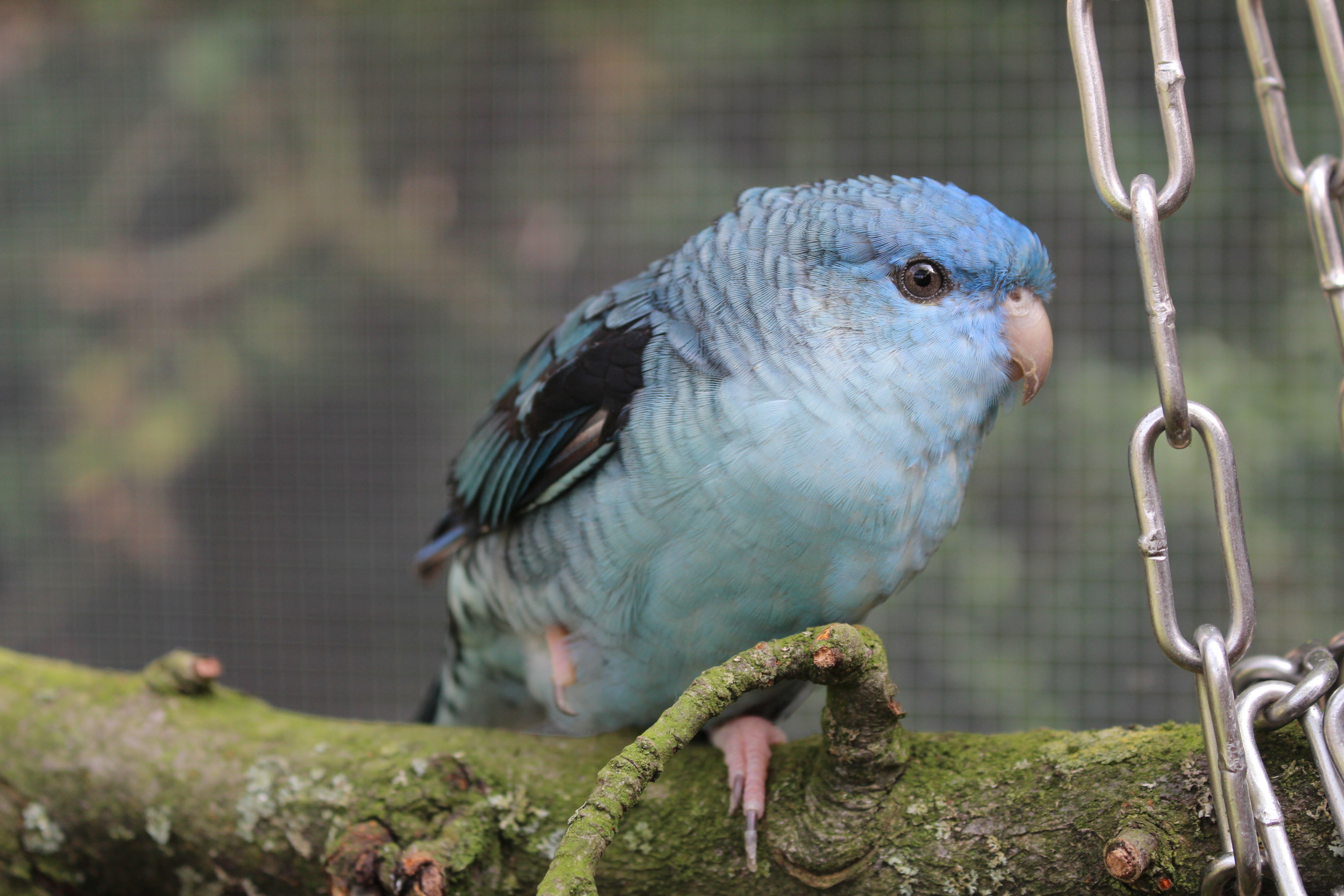
Ausruhen auf einem Bein (Farbmutation)
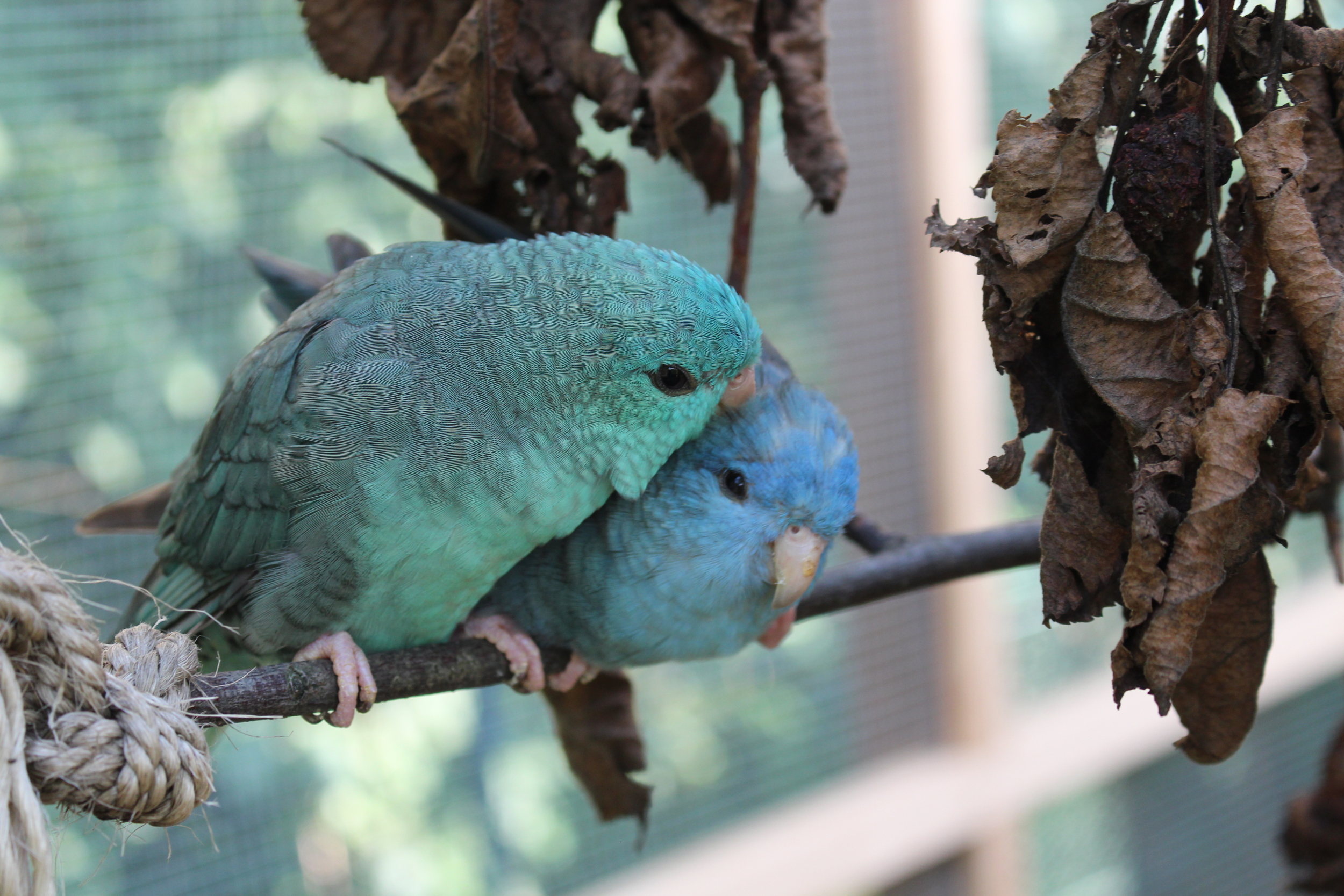
Kraulen und Kuscheln (Farbmutationen)
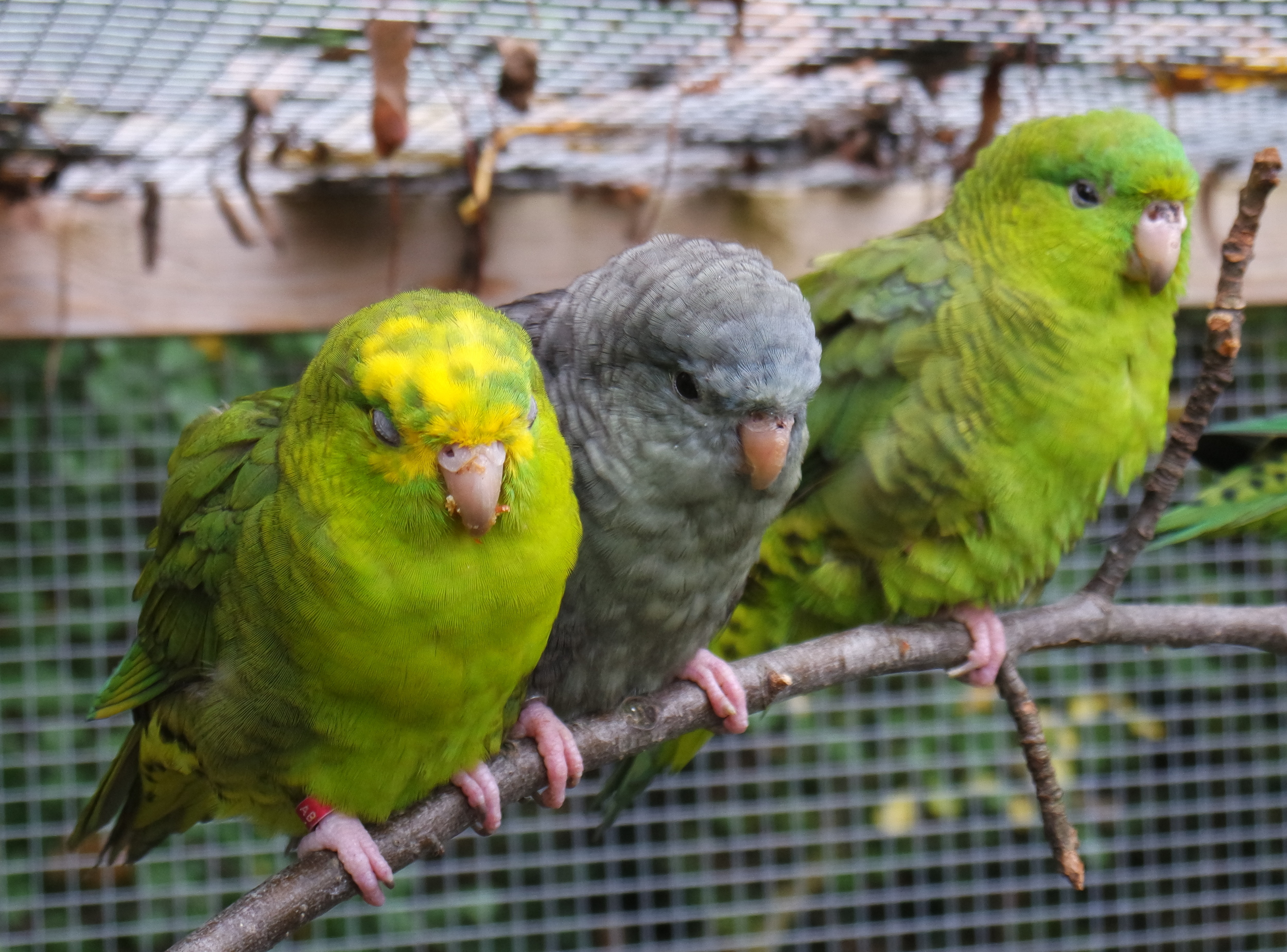
Gemeinschaftliches Dösen
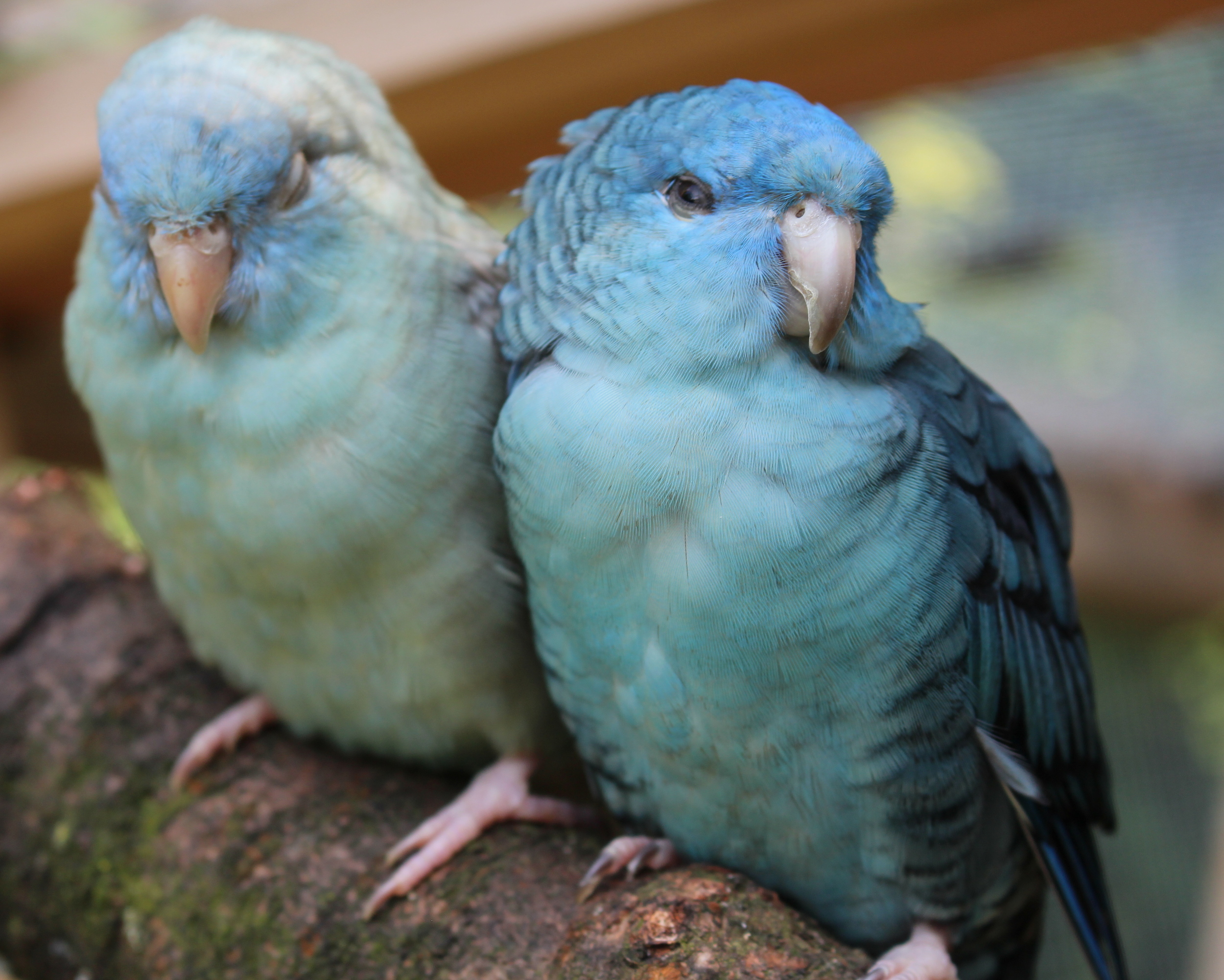
Katharinasittichpaar (Farbmutationen)

#### Lautstärke
Sicherlich gehören Katharinasittiche zu den eher ruhigen Vertretern der Papageien. Katharinasittiche gelten als ruhige, friedliche Tiere und eignen sich daher für die Haltung im Haus oder in Außenvolieren. Ihre Stimme ist angenehm, lediglich morgens und abends sind sie auch stimmlich aktiver. Bei der Haltung eines Katharinasittichpaares wird man in der Regel keine Probleme mit der Lautstärke der Tiere haben. Erhöht sich die Anzahl der Vögel zu einem kleinen Schwarm, so kann es vor allem morgens und abends auch mal lauter werden.

#### Brutverhalten
Katharinasittiche schreiten in handelsüblichen Wellensittich- oder Großsittichnistkästen bereitwillig zur Brut. Das Weibchen brütet fest, meist nach dem zweiten oder sogar erst nach dem dritten Ei. Die Zahl der Eier liegt meist zwischen drei und acht, im Schnitt werden vier Eier gelegt. Die Brutdauer liegt bei ungefähr 21 Tagen.
Das Männchen füttert seine Partnerin während der Brut. Das Weibchen verlässt das Gelege nur selten, um Kot abzusetzen und zu trinken.
Wenn die Jungen etwa acht bis zehn Tage alt sind, verlässt auch das Weibchen hin und wieder das Nest. Die Jungvögel bleiben zwischen vier und sechs Wochen im Nest.
Oft werden die Jungen noch zwei bis drei Wochen nach dem Ausfliegen von den Elterntieren gefüttert.
Der Familienverband ist fest, die Nisthöhle wird oft von den Jung- und den Alttieren gemeinsam als Übernachtungsmöglichkeit genutzt.
Ab und zu wird von Paaren berichtet, die sich mit einem weiteren Paar einen Nistkasten teilen. Ebenso kann beobachtet werden, dass Junge der vorangegangenen Brut sowie auch völlig unbeteiligte Vögel die Küken der neuen Brut füttern. Dies wird von den meisten Eltern geduldet.
Im Allgemeinen nimmt die Streitlust der Katharinasittiche während der Brutzeit etwas zu.

#### Angst- und Fluchtverhalten
Das Angst- und Fluchtverhalten der Katharinasittiche ist ziemlich ungewöhnlich. Bemerken sie etwas Ungewohntes in ihrer Umgebung, z. B. fremde Geräusche oder visuelle Reize, so erstarren die Katharinasittiche sofort. Dabei wird das Gefieder eng angelegt und die volle Aufmerksamkeit auf die Störung fokussiert.
Bleibt die Störung bestehen, wird nun versucht, ganz langsam der möglichen Gefahr zu entkommen, indem der Standort durch Laufen oder Klettern gewechselt wird. Nur wenn sich die Katharinasittiche dann nach einiger Zeit noch immer bedroht fühlen, fliegen sie weg.
Oft wird zusätzlich als Zeichen der Angst oder Unsicherheit der Schwanz gefächert.
Fühlt sich der Katharinasittich aber erschreckt oder akut bedroht, dann fliegt er planlos unter lautem Geschrei los. So eine Panikattacke ist gefährlich, die Vögel fliegen mit voller Wucht gegen Hindernisse, Fenster und Wände. Daher ist es ratsam, sich den Vögeln immer vorsichtig zu nähern und sie frühzeitig anzusprechen.

### Ernährung
Grundsätzlich setzt sich das Futter für die Katharinasittiche aus 50 % Obst und Gemüse, 10 % Grünfutter und Kräutern sowie 40 % trockenen Sämereien zusammen.
Die reichlich aufgenommene Nahrung wird mit einer enormen Geschwindigkeit verdaut und verschwenderisch verstoffwechselt. Dementsprechend üppig und von der Konsistenz her eher breiig bis flüssig ist auch der Kot der Katharinasittiche nach einer obsthaltigen Mahlzeit.
Verschiedene Sorten von Körnermischungen und anderen Saaten werden idealerweise durch viel Obst und Gemüse ergänzt. In den Sommermonaten bieten sich auch frische Gräser an.
Wie bei vielen anderen Sittichen auch gilt bei den Katharinasittichen Kolbenhirse als besonderer Leckerbissen.

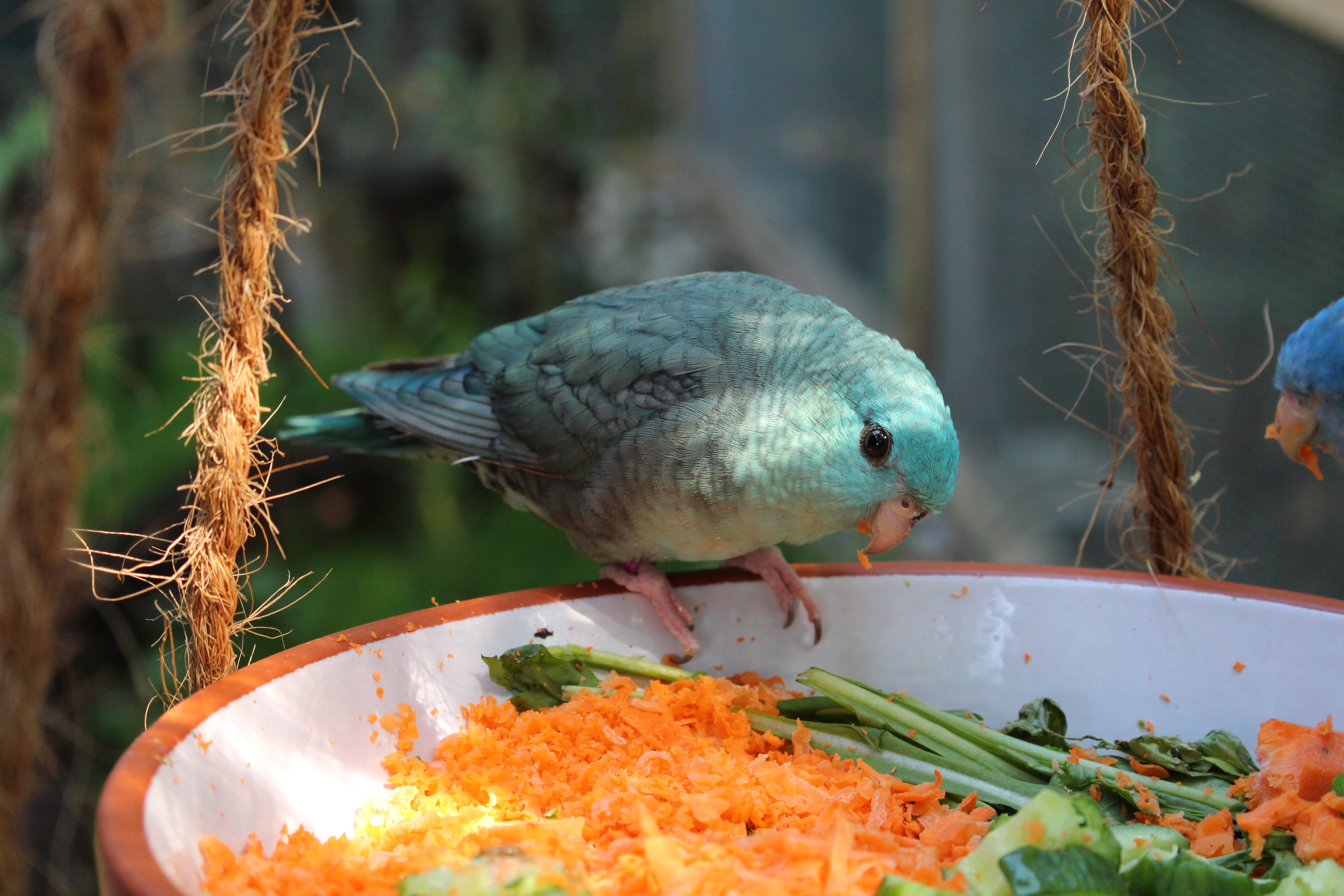
Futterschale mit Gemüse und Grünzeug
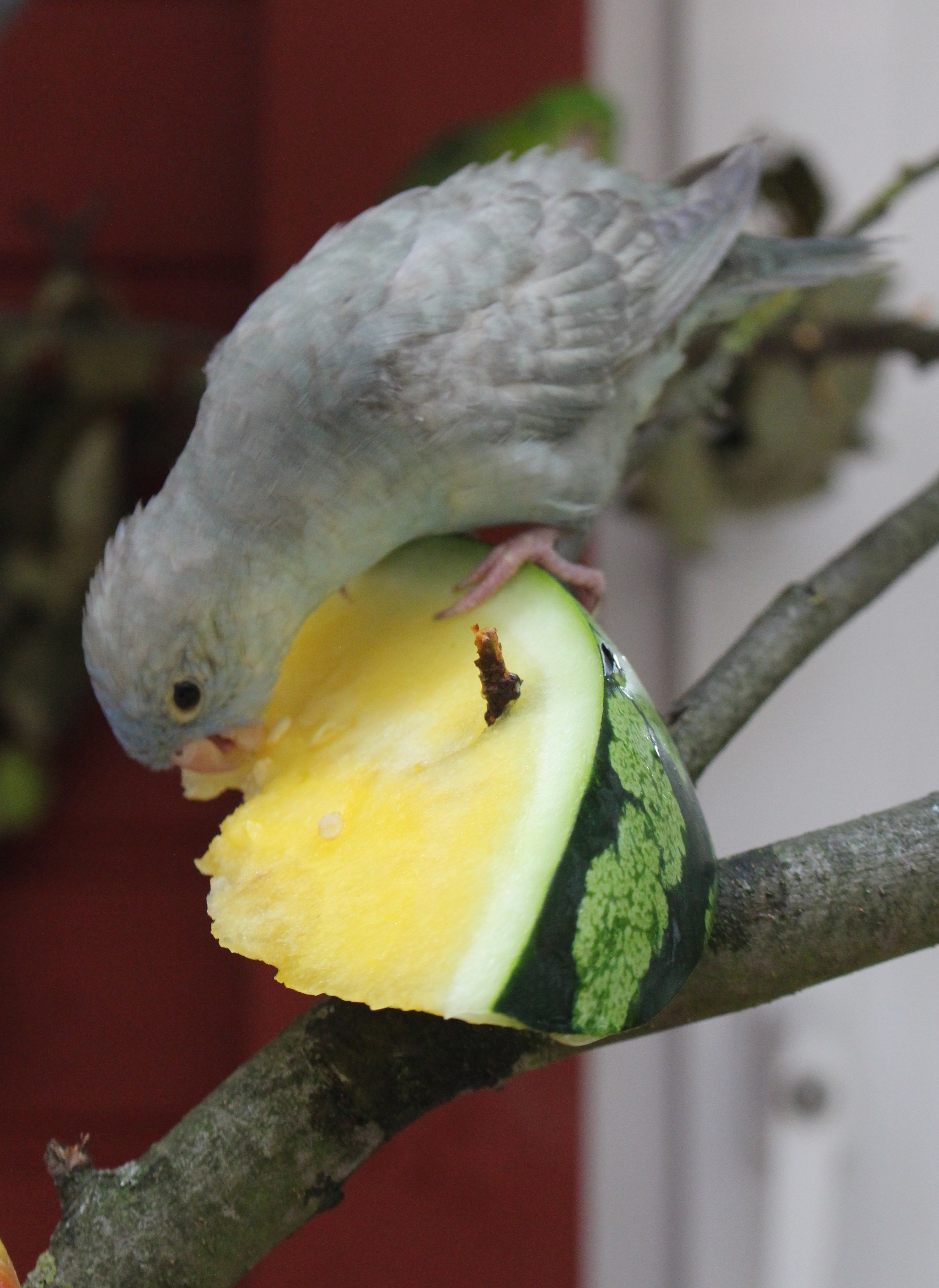
Katharinasittich an einer Melone
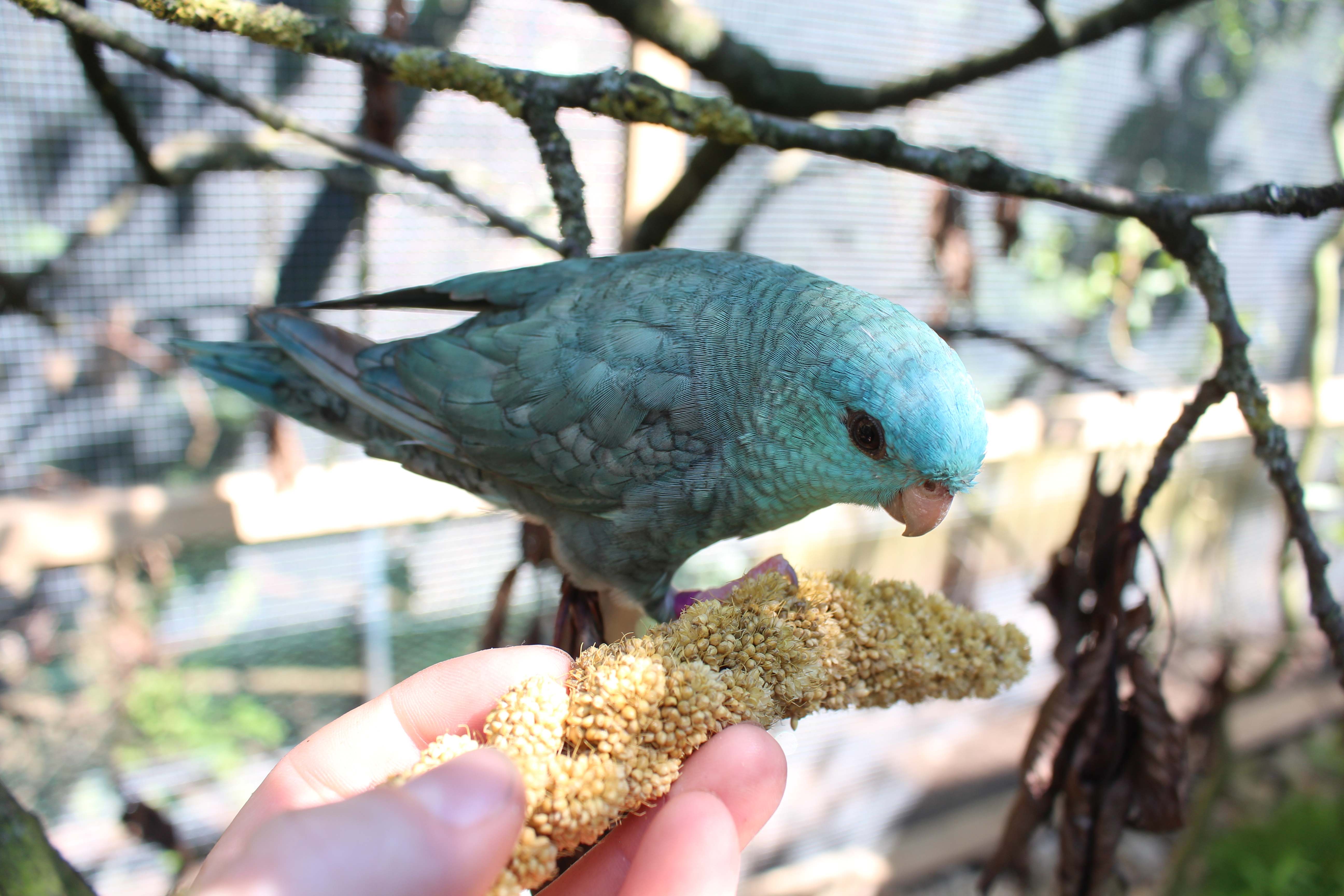
Katharinasittich (Farbmutation) wird Kolbenhirse angeboten
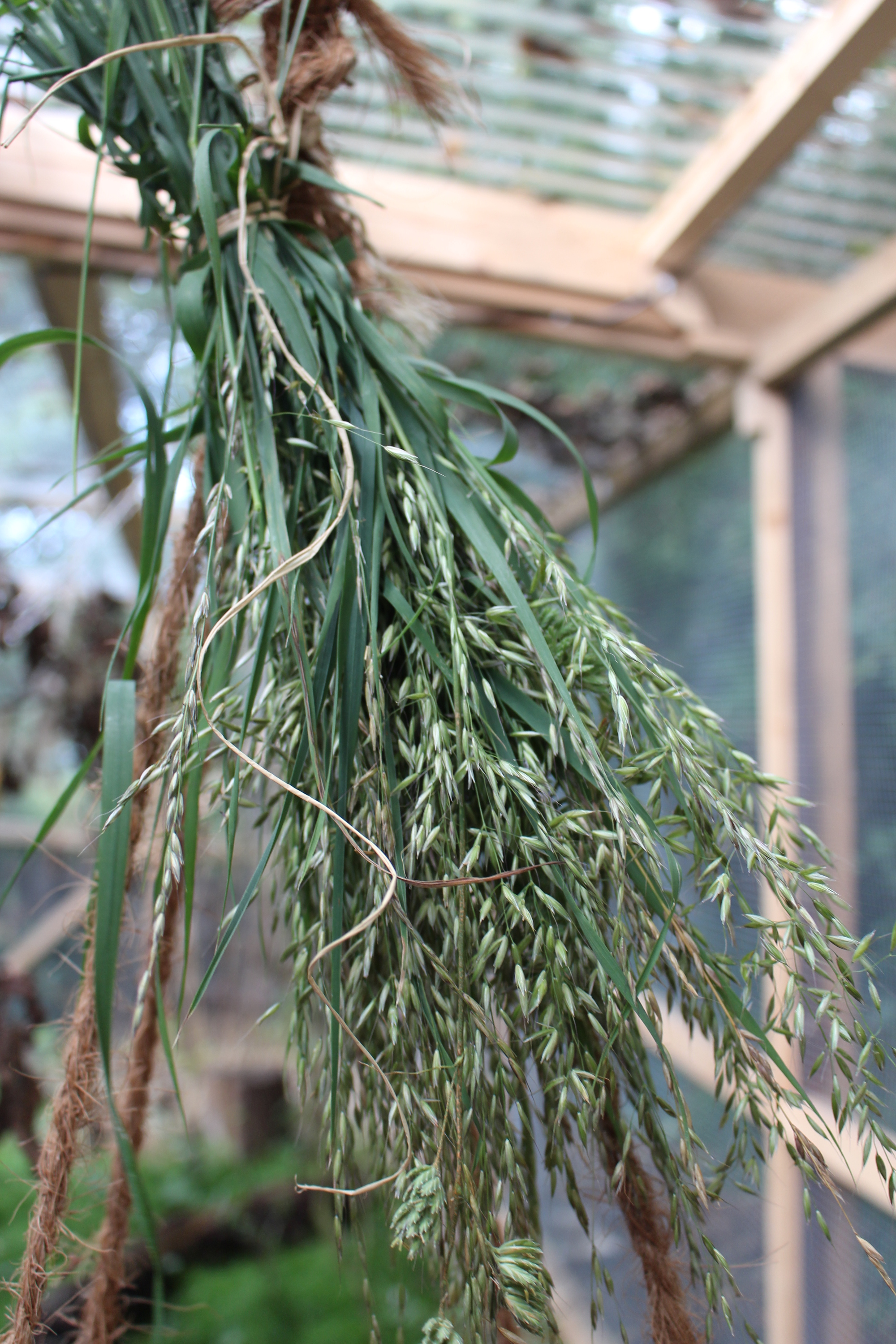
Frisch geschnittene Gräser als Nahrungsangebot
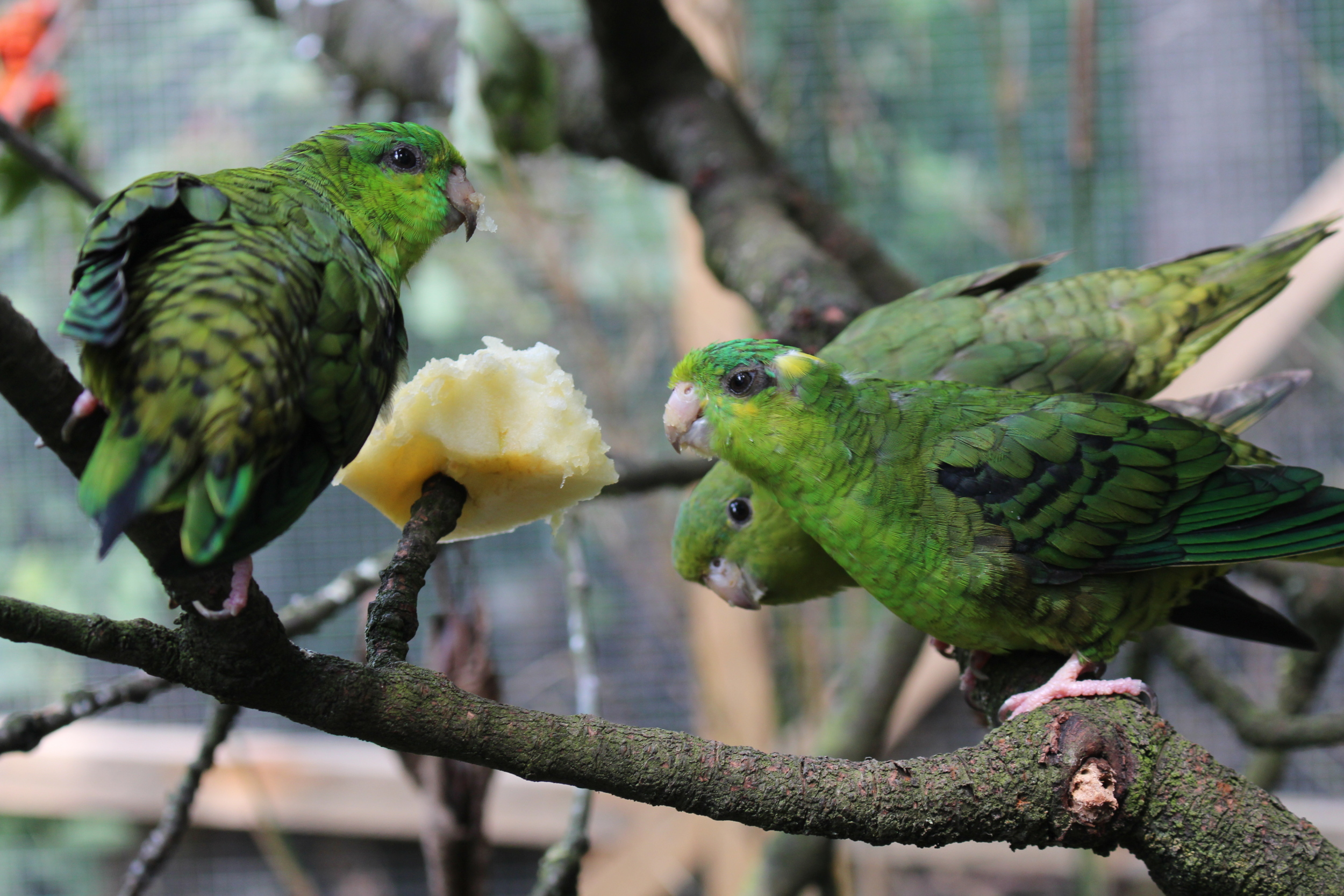
Naturfarbene Katharinasittiche fressen an einem Apfel
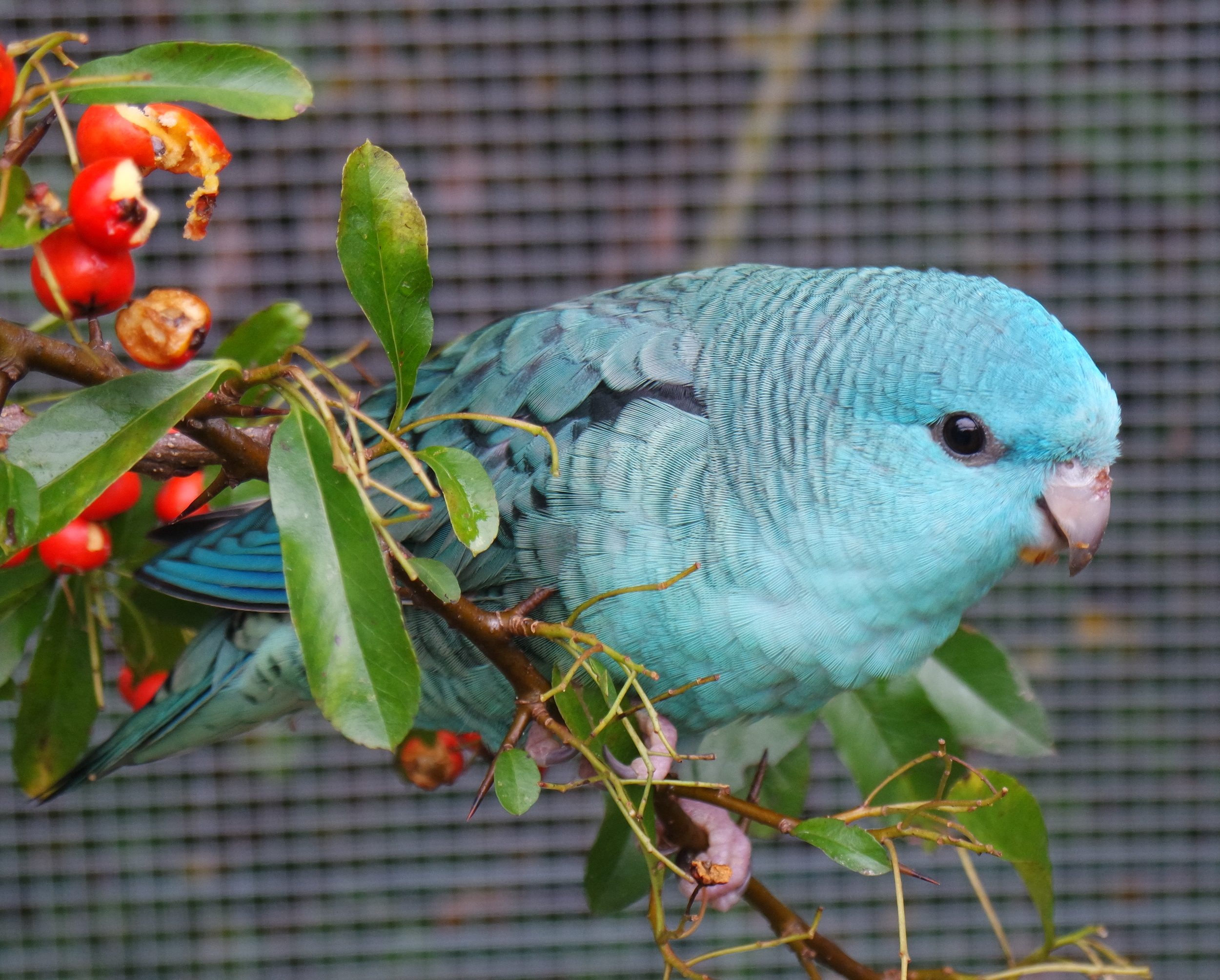
Farbmutation an einem Feuerdorn-Zweig
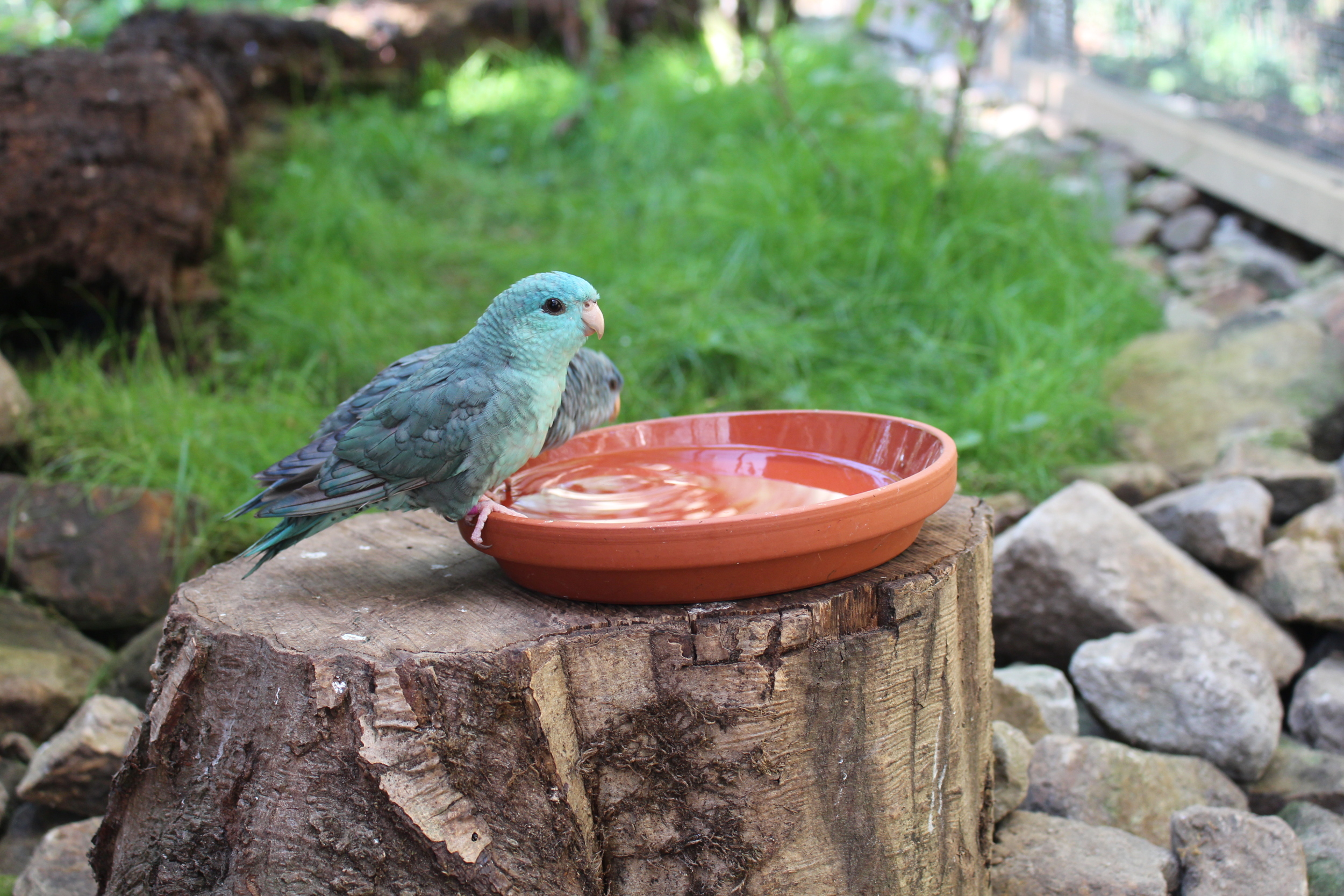
Katharinasittiche an einer Wasserschale

## Belege